# Tarragona (metropolitana di Barcellona)
Tarragona è una stazione della linea 3 della metropolitana di Barcellona situata sotto la Carrer de Tarragona tra i distretti di Sants-Montjuïc e dell'Eixample di Barcellona.
La stazione fu inaugurata nel 1975 come parte dell'allora Linea IIIB. Nel 1982 con la riorganizzazione delle linee la stazione passò a servire la L3.